# Łubcze
Łubcze – wieś w Polsce położona w województwie lubelskim, w powiecie tomaszowskim, w gminie Jarczów.
| SIMC    | Nazwa   | Rodzaj    |
| ------- | ------- | --------- |
| 1025002 | Kolonia | część wsi |

W latach 1975–1998 miejscowość administracyjnie należała do województwa zamojskiego.
Wieś jest sołectwem w gminie Jarczów. Według Narodowego Spisu Powszechnego z roku 2011 wieś liczyła 290 mieszkańców.
Wierni Kościoła rzymskokatolickiego należą do parafii św. Anny w Gródku.

## Historia
Pod koniec XIX w. wieś składała się z 33 budynków. Większość mieszkańców trudniła się rolnictwem, choć było też wśród nich 4 tkaczy, 1 kowal i 1 kołodziej. Funkcjonowała także szkoła.
Według spisu z 1921 we wsi było 53 budynków mieszkalnych i 415 mieszkańców. Spośród nich 369 zapisano jako Polaków, a 46 jako Ukraińców. Wśród nich było 241 rzymskich katolików, 164 prawosławnych i 10 wyznawców judaizmu. W 1943 liczba mieszkańców zanotowana przez niemieckie władze okupacyjne wzrosła do 494.
5 kwietnia 1944 wieś została spacyfikowana przez oddział UPA. Zamordowano wówczas 116 osób, w tym także 24 Ukraińców (według relacji dowódca atakujących miał na rękawie biało-czerwoną opaskę, a sam oddział posługiwał się początkowo językiem polskim, co powodowało, że część ukraińskich mieszkańców wsi, pytana o narodowość podawała polską).
21 lipca 1944 w wojska I Frontu Ukraińskiego Armii Czerwonej wyzwoliły Łubcze spod okupacji hitlerowskiej.

## Zabytki
Zabytki archeologiczne w Rejestrze Lubelskiego Wojewódzkiego Konserwatora Zabytków
- Stanowisko archeologiczne nr I-I – kurhan
- Stanowisko archeologiczne nr 24 – kurhan
- Stanowisko archeologiczne nr 25 – trzy kurhany (skreślono decyzją Ministra Kultury i Dziedzictwa Narodowego z 11.10.2011)

Zabytki archeologiczne w Gminnej Ewidencji Zabytków
- 65 stanowisk archeologicznych – kurhany neolityczne

Pomniki i kapliczki
- Pomnik Pamięci Zamordowanych przez UPA 5 kwietnia 1944 na Dolinie
- Figura z 1906
- Figura Matki Boskiej Niepokalanego Poczęcia z 1927 na Kolonii
- Kapliczka Matki Boskiej Niepokalanego Poczęcia przy nr 62 na Kolonii

## Gospodarka
W latach 1976–1980 w miejscu, gdzie znajdowała się posiadłość dziedziców Łubcza wybudowano na centralne polecenie kompleks budynków o charakterze magazynowo-produkcyjno-hodowlanym, przeznaczony pierwotnie pod hodowlę bukatów (bukaciarnia) lub tuczarnię świń, później użytkowaną przez Państwowe Zakłady Zbożowe (PZZ) do magazynowania produktów rolnych, głównie zbóż. Zakład o powierzchni 4 ha jest w całości ogrodzony, posiada 3 bramy wjazdowe, utwardzony betonem teren z wykonanymi podjazdami i placami manewrowymi. Składa się z:
- 3 hal konstrukcji drewniano-murowanej o pow. 1300 m², każda, długości ok. 90 m, wys. 3,5–6,5 m, z dwuspadowymi dachami, krytymi eternitem. Budynki posiadają betonowe posadzki i są docieplone wełną mineralną.
- budynku gospodarczo-biurowo-socjalnego murowany, o powierzchni 1340 m² (murowany),
- budynku garażowo-magazynowego (wiata, o pow. 800 m²),
- 5 wybetonowanych silosów,
- budynków wagowych,
- stacji trafo, agregatowni,
- suszarni.

Od lat 90. XX w. jest prywatnym przedsiębiorstwem, jako zakład magazynowo-handlowy dla rolnictwa. Posiada wydane pozwolenia, niezbędne do hodowli brojlerów, lecz produkcja nie jest prowadzona. Wartość rynkową nieruchomości wyceniono na 1,5 mln zł.
Przy dawnych PZZ znajduje się ujęcie wody dla sieci wodociągowej gminy Jarczów. W 2015 na terenie zakładu powstała betoniarnia dla budowanej elektrowni wiatrowej Kresy I, należącej do portugalskiego koncernu EDP Renewables.

## Związani z Łubczem
- Wojciech ze Szlatyna (XIV/XV w.) – polski szlachcic, właściciel Łubcza
- Paweł Zbrożek herbu Jasieńczyk (XV-XVI w.) – wojski bełski, poseł na sejm, właściciel Łubcza
- Joanna Rachańska (1918–2001) – śpiewaczka ludowa
- prof. dr hab. Janusz (Jan) Kazimierz Nagórny (1950–2006) – profesor teologii moralnej, katolicki prezbiter